# 프랑스 풋볼
프랑스 풋볼(France Football)은 프랑스의 축구 전문지이다.
발롱도르를 주관한다.

## 같이 보기
- 발롱도르